# Pastores (Guatemala)
Pour les articles homonymes, voir Pastores.
Pastores est une ville du Guatemala dans le département de Sacatepéquez.